# Ross Tokely
Ross Tokely (Aberdeen, 1979. március 8. –) skót labdarúgó, aki jelenleg a Brora Rangersben játszik hátvédként. 1996-ban került az Invernett CT-hez a Huntly ifiakadémiájáról és egészen 2012 júliusáig a klubnál maradt. A csapatnál töltött 16 szezonja alatt 456 bajnoki mérkőzésen lépett pályára, ami máig klubrekord, ahogy az is, hogy a negyedosztálytól a Scottish Premier League-ig minden osztályban szerzett gólt az Inverness színeiben.

## Pályafutása

### Inverness CT
Tokelyt Steve Paterson igazolta le a Huntly ifiakadémiájáról az Inverness CT-hez 1996-ban. Itt játszotta le első profi mérkőzését, csapata pedig 1997-ben bajnok lett a negyedosztályban és egy osztállyal feljebb lépett. Miközben az Inverness mindössze néhány év alatt feljutott egészen a másodosztályig jutott, Tokely megszilárdította helyét a kezdőcsapatban. Elsősorban jobbhátvédként játszott, de időnként középhátvédként és védekező középpályásként is pályára lépett.
Tokely 2000-ben gólt szerzett egy Celtic ellen 3-1-re megnyert idegenbeli kupameccsen, a következő szezonban pedig ő értékesítette a győztes büntetőt a Dunfermline Athletic elleni tizenegyespárban a Ligakupában. 2002-ben látványos, távoli gólt lőtt gyermekkori kedvenc csapata, a Hearts ellen a kupában.
Fontos tagja volt annak a csapatnak, mely 2004-ben megnyerte a másodosztályt és feljutott a Premier League-be. Ekkoriban kapta meg a kettes számú mezt a csapatnál. 2006-ban egy Sheffield United elleni barátságos meccsel emlékezett meg a klub a tizedik ott töltött szezonjáról.
Tokely 2007-ben egy hónapon keresztül nem léphetett pályára az Inverness CT-ben, miután eltiltották a Motherwell játékosának, Steven McGarrynek a megütéséért. Ez volt a leghosszabb kezdőcsapaton kívül töltött ideje. A 2008/09-es szezon utolsó meccsén, a Falkirk ellen Tokelyt kiállították, csapata pedig 1-0-ra kikapott, kiesve a skót Premier League-ből. Sokak szerint a kiállítás volt a mérkőzés fordulópontja.
Ennek ellenére nem ingott meg a Tokelyba vetett bizalom és továbbra is alapember maradt a klubnál, mely 2010-ben visszajutott az élvonalba. Minden sorozatot egybevéve Tokely egy Airdire United elleni mérkőzésen lépett pályára ötszázadik alkalommal a csapatban, aminek alkalmából csapatkapitánnyá nevezték ki. 2010 júliusában új szerződést írt alá a klubbal, bár több ajánlatot is kapott a tengerentúlról. 2012 májusában azonban elutasította az újabb szerződéshosszabbítási ajánlatot, ezzel biztossá vált, hogy 16 év után távozik az Invernesstől.

### Ross County
2012. június 7-én Tokely egyéves szerződést írt alá a Ross Countyval.

### Bora Rangers
Tokely 2013 januárjában játékos-edzőként a Brora Rangershez szerződött.

## Sikerei, díjai
Inverness CT
- Scottish First Division (másodosztály)
  - Bajnok: 2003/04, 2009/10
- Scottish Third Division (negyedosztály)
  - Bajnok: 1996/97
- Scottish Challenge Cup
  - Győztes: 2003/04

## Külső hivatkozások
- Ross Tokely pályafutásának statisztikái a Soccerbase oldalon (angolul)